# میترا مهرآبادی
میترا مهرآبادی پژوهشگر تاریخ و استاد تاریخ دانشگاه فردوسی مشهد است. وی دوره کارشناسی تاریخ را از ۱۳۶۵ خورشیدی در دانشگاه تهران و کارشناسی ارشد را در دانشگاه فردوسی مشهد از سال ۱۳۶۷ آغاز کرد و در سال ۱۳۷۱ مدرک فوق لیسانس خود را اخذ کرد. سپس از سال ۱۳۷۹ به مؤسسه مطالعات اسلامی و خاورمیانه‌ای آکسفورد در انگلستان رفته و دورهٔ دکترای خود را آغاز نموده و در سال ۱۳۸۰ موفق به فارغ‌التحصیلی در این دانشگاه شد. میترا مهرآبادی علاوه بر آثار تاریخی، دارای آثاری در زمینهٔ ادبیات فارسی نیز هست و از آن جمله، نسخه‌ای از شاهنامه فردوسی را به صورت نثر و بدون استفاده از واژگان دارای ریشهٔ عربی، ترکی، سانسکریت و…، در سه جلد منتشر نمود.

## آثار
- خاندان‌های حکومتگر ایران باستان (۱۳۷۲)
- ویرایش تاریخ طبرستان (التدوین فی احوال جبال شروین) تألیف: محمدحسن خان اعتمادالسلطنه (۱۳۷۳)
- تاریخ سلسلهٔ زیاری (۱۳۷۴)
- شاهنامهٔ منثور (برگردان متن شاهنامهٔ فردوسی به نثر پارسی سره) سه جلد. (از ۱۳۷۴)
- ویرایش هزار و یک شب، ترجمه: عبداللطیف طسوجی، ۵ جلد (۱۳۷۷)
- زن ایرانی به روایت سفرنامه نویسان فرنگی (۱۳۷۹)
- یوسف و زلیخای جامی به نثر (۱۳۷۹)
- تاریخ کامل ایران باستان (۱۳۸۰)
- ویرایش ایران از آغاز تا اسلام، تألیف: رمان گیرشمن، ترجمه: محمد معین (۱۳۸۲)
- ویرایش آناهیتا (مجموعهٔ مقالات ایران‌شناسی ابراهیم پورداوود)، (۱۳۸۱)
- ویرایش ایران باستانی. تألیف: حسن پیرنیا (۱۳۸۹)
- سرگذشت علویان طبرستان و آل زیار (بازنویسی تاریخ طبرستان ابن اسفندیار) (۱۳۸۲)
- ویرایش رستم التواریخ، تألیف: رستم الحکما (۱۳۸۳)
- ویرایش ایلیاد، سروده‌ی: هومر، ترجمه‌ی: سعید نفیسی (۱۳۸۳)
- ویرایش اودیسه، سروده‌ی: هومر، ترجمه‌ی: سعید نفیسی (۱۳۸۴)
- ویرایش فیه ما فیه نوشته‌ی: مولوی (۱۳۸۴)
- ویرایش مقالات شمس تبریزی (۱۳۸۴)
- تاریخ ایران در سده‌های نخستین اسلامی (۱۳۸۴)
- ویرایش سام نامه، سروده: خواجوی کرمانی (۱۳۸۶)
- ویرایش فرامرزنامه، سروده: خسرو کیکاووس (۱۳۸۶)
- تلخیص و بازنویسی بخش ساسانیان کتاب اخبارالطوال با نام سرگذشت ساسانیان (۱۳۸۶)
- تاریخ سلسله‌های محلی ایران (۱۳۸۷)
- ویرایش تاریخ جهانگشای نادری (۱۳۸۷)
- نثر بهمن نامه. سروده: ایرانشاه ابی الخیر (۱۳۹۰)
- ویرایش نغمهٔ داوود. نوشته: علی تهرانی (۱۳۸۷)
- ویرایش تاریخ انتقادی و عیب جویانهٔ روزگار قاجار (۱۳۸۷)
- آزادی و دردسرهایش (۱۳۹۶)
- خوراکی‌های ایرانی به روایت سفرنامه‌نویسان فرنگی (۱۳۹۹)
- تاریخ کوروش بزرگ (۱۴۰۰)[۳]